# Edifício Esther

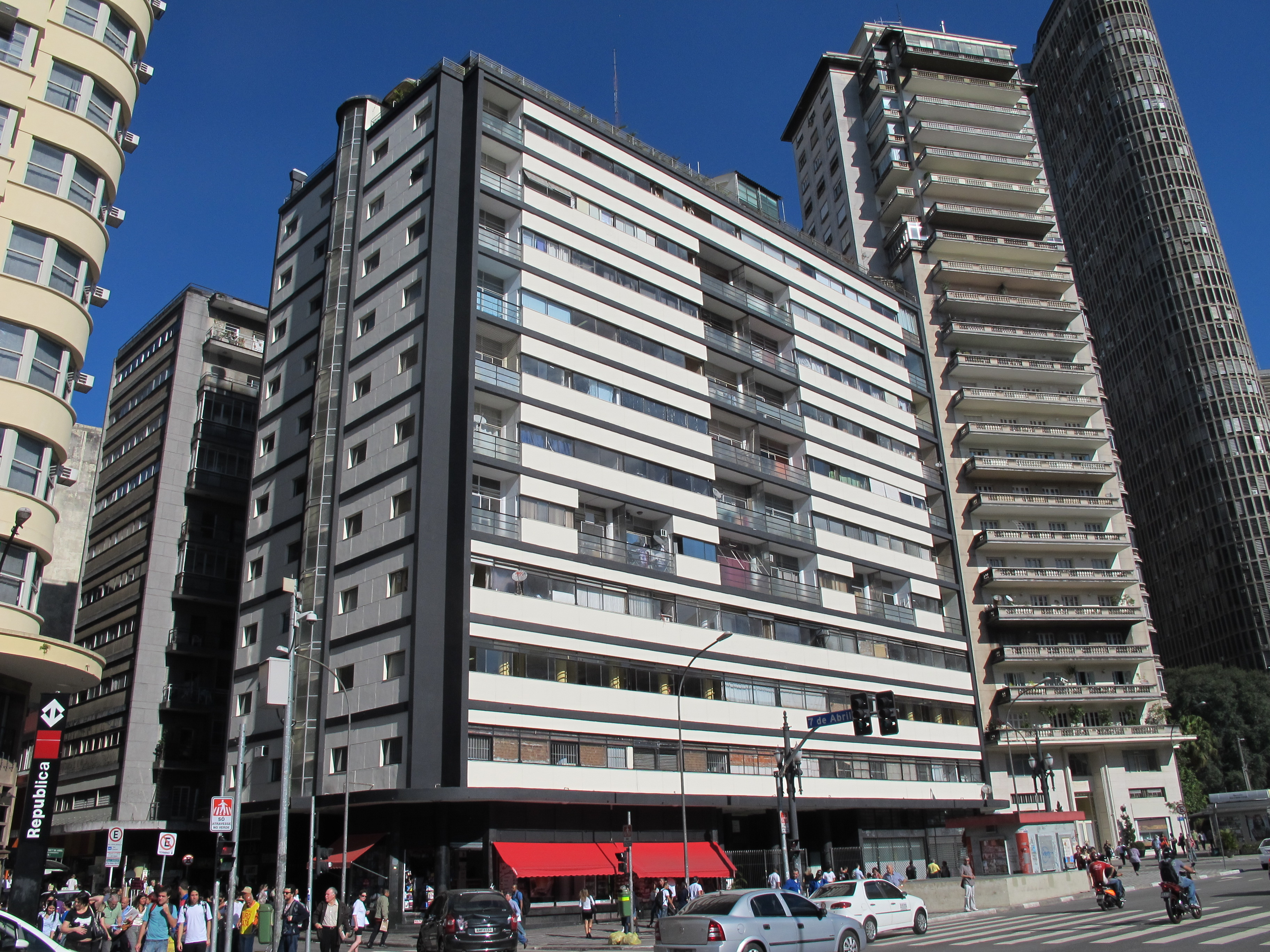
Edifício Esther, Julho 2012, com Edifício São Tomas e Edifício Itália

O Edifício Esther é um prédio localizado na Praça da República, no centro de São Paulo, projetado pelos arquitetos Álvaro Vital Brazil (1909-1997), então com apenas vinte e seis anos, e Adhemar Marinho (1909-2000), em 1936 e inaugurado em 1938. Primeiro prédio moderno da cidade, o edifício é um marco da arquitetura moderna no Brasil e é considerado um dos mais conhecidos e importantes edifícios de São Paulo. Pioneiro no uso misto — combinação de unidades residenciais e comerciais na mesma torre — possui onze andares e dez mil metros quadrados de área construída, abrigando cento e três escritórios, apartamentos simples e duplex e um restaurante em seu terraço.
Seu projeto era muito peculiar, tinha a proposta de associar a vizinhança da Praça da República com os centros comerciais, previa lojas, escritórios e unidades habitacionais de diversos tipos. Possuía características muito originais, como o primeiro prédio de grande porte construído em São Paulo com uma estrutura independente.
O Edifício Esther, construído nos anos 1930, era composto de salas comerciais de diferentes tamanhos, capazes de abrigar diferentes profissionais de carreiras distintas e salas que pudessem também acomodar o escritório da Usina de Açúcar Esther, contabilidade e salas de superintendência, diretoria, presidência e sala de reuniões. Havia também apartamentos que ocupavam os demais andares do edifício, com no máximo dez pavimentos.
Mário de Andrade, eventualmente, em um artigo para O Estado de São Paulo, retrata o edifício como um dos grandes exemplos da nova arquitetura em desenvolvimento no Brasil em confrontação ao neocolonial, no ano de 1943.

## História
Um dos primeiros edifícios a seguir os preceitos da arquitetura modernista no Brasil, o Edifício Esther foi construído para ser a nova sede do escritório da Usina de Açúcar Esther, originalmente sediada em Cosmópolis, no interior de São Paulo. O industrial Paulo de Almeida Nogueira, dono da empresa, queria um prédio que fosse capaz de acomodar diferentes departamentos da administração da companhia além de unidades residenciais. Com a edificação desta construção moderna na capital do estado de São Paulo, a família Nogueira pretendia destacar sua importância na economia estadual.
Inaugurado em nove de abril de 1938, fez surgir duas novas vias: as ruas Gabus Mendes e Basílio da Gama, contribuindo, também, para as edificações que o sucederam nas ruas Sete de Abril, Marconi e Avenida Ipiranga.
O edifício Esther logo passou a ser frequentado pela alta sociedade paulistana. As unidades comerciais foram tomadas por advogados, contadores e engenheiros, enquanto as residenciais recebiam boêmios, artistas e intelectuais. A construção abrigou a primeira sede do Instituto de Arquitetos do Brasil, o Clube dos Artistas e Amigos da Arte, e considerável parcela de pintores, escultores, arquitetos e literatos. Nele moraram Di Cavalcanti e o lendário jornalista e cronista social Marcelino de Carvalho. O arquiteto modernista Rino Levi também teve lá seu escritório. Nos anos 50, a efervescente boate Oásis, localizada no subsolo, aglutinava intelectuais. O jornalista Assis Chateaubriand era um dos frequentadores assíduos. Foi em reuniões no subsolo do Esther que idealizaram o Museu de Arte Moderna de São Paulo.
Atualmente o Edifício abriga escritórios de contabilidade e de arquitetura liderado por Alvaro Puntoni um profissional premiado no Sebrae São Paulo. Conta com um restaurante, além de uma mesquita muçulmana também localizada no prédio.

### Os promotores da edificação
A família Nogueira, desde o século XIX, já tinha grande influência na economia paulista - eram donos da Usina Açucareira Esther - e, como ideal da classe burguesa na época, visavam sempre a quebra com o passado e o progresso modernizador. Nesse sentido, a família participou do Projeto Grandes Avenidas e teve influência em parte da reformulação da área urbana de São Paulo no final do século XIX e início do século XX.
A partir disso, foi associando uma motivação econômica à vontade de firmar um "cartão de visitas" na capital paulista que Paulo de Almeida Nogueira promoveu a construção do Edifício Esther, sendo este uma das primeiras edificações verticais do grande projeto modernizador na cidade que começava a se concretizar no início do século XX. A intenção era de que o prédio fosse a nova sede de suas empresas e que marcasse a influência dos Nogueira na Industrialização e modernização de São Paulo.

### Projeto de construção do edifício
O industrial Paulo de Almeida Nogueira concebeu um "concurso fechado", espécie de edital, para que vários arquitetos pudessem inscrever seus projetos arquitetônicos baseados na Ideia primordial do proprietário. A partir disso, o projeto selecionado em 1934 foi o dos arquitetos Álvaro Vital Brazil e Adhemar Marinho. Acredita-se que tenham sido os escolhidos a partir do fator econômico: o escritório vencedor apresentou o orçamento geral referente ao preço final da obra estimado em cinco mil e quinhentos contos de réis.
O projeto apresentava um grande paralelepípedo com janelas horizontais, cilindros agregados às faces menores e uma marquise que contorna toda a edificação. As faixas de vidrolite preto existentes no projeto construído não existiam no anteprojeto.
Devido ao porte do edifício desejado por Nogueira, este decidiu que o prédio fosse não somente sede de suas empresas, mas também composto por habitações e escritórios de diversas áreas, de modo que houvesse uma espécie de "autossustento" do prédio a partir da renda de aluguéis. Assim, o projeto previa a instalação de lojas no térreo, escritórios nos três primeiros andares e espaços habitacionais do 4º ao 10º andar, sendo alguns apartamentos duplex, e a cobertura.
O projeto, contendo onze andares, apresentava uma planta livre e com espaços flexíveis a partir de lajes contínuas, para que os módulos de trabalho, salões e escritórios pudessem ser posteriormente modificados de acordo com a necessidade de espaço.

### Uso do prédio
Após a inauguração, o Edifício Esther abrigava a fina sociedade paulistana. A partir da década de 1940, escritores, jornalistas, boêmios, pintores, artistas, passaram a morar nesse local, incluindo Rino Levi, Di Cavalcanti e Assis Chateaubriand. Moradores famosos recebiam celebridades tanto na cobertura, onde havia um "Jardim de Rosas", muito bonito e que fazia muito sucesso por sua grande beleza, quanto no subsolo, onde eram recebidas celebridades no "Clube Privê" que lá existia.
A utilidade idealizada para o prédio visava sintetizar as referências da região: de um lado, havia a Avenida São Luis, com prédios mais residenciais e, de outro, havia a Rua Barão de Itapetininga e a Rua Sete de Abril (São Paulo), repletas de comércios. Ou seja: o Edifício Esther seria tanto residencial, quanto comercial.
O chef de cozinha francês Olivier Anquier se interessou pelo espaço da cobertura do edifício e se uniu com outros franceses para restaurar o ambiente, construindo um restaurante, o Esther Rooftop, que foi inaugurado em agosto de 2016.
O edifício possui dois elevadores: o de número dois faz um trajeto ininterrupto até a cobertura, que de segunda a sábado disponibiliza o menu executivo no período do almoço e jantar: aos domingos acontece um bufê de brunch.
Anquier possui planos de abrir uma padaria no térreo do Edifício Esther no lugar de uma LAN house ali existente, a qual provavelmente levará o nome de ''O Mundo Pão de Oliver''. O espaço não só servira como lugar de passagem para o elevador do prédio mas também para lugar de espera. 
As divisões internas do prédio são apresentadas a seguir: "Assim o térreo, além de suas arcadas de circulação, inclui também uma grande área para lojas; o primeiro, segundo e terceiro andares, destinados a escritórios, tiveram seus espaços divididos como desejado; o quarto tem apartamentos de um ou dois quartos; os apartamentos do quinto, sexto, sétimo e oitavo têm dois ou três quartos, com cozinha e quarto de empregada; o nono e o décimo incluíram quatro apartamentos duplex; e, finalmente, o último andar foi ocupado por duas coberturas rodeadas por terraços" (Mindlin, 2000, p. 106)

### Decadência e revitalização
Em 1965, a Usina açucareira, para evitar gastos, mudou seu endereço de volta para o interior do estado de São Paulo. A família Nogueira deixou de fazer a manutenção do edifício e todas as unidades foram vendidas.
Pouco a pouco o prédio foi sendo descaracterizado, acompanhando a deterioração do centro da cidade. Quando a Sociedade Predial Esther teve um fim declarado nos anos 70, os gastos da gestão foram passados para os condôminos. Após alguns anos houve a descaracterização do edifício, que passou a ser ocupado como cortiço. Em volta dele foram colocadas grades para impedir a invasão de moradores de rua. 
Quase foi demolido nos anos 80, mas devido à sua importância histórica e arquitetônica, o Edifício Esther foi, em 1990, tombado pelo CONDEPHAAT, salvando-se assim mais um marco da memória da cidade. Em 1988, o Edifício Esther foi tombado e juntamente com o Edifício Martinelli foram responsáveis por iniciarem um processo de verticalização de São Paulo. Porém, o tombamento não necessariamente caracteriza uma política de restauro. 
O chef e apresentador francês Olivier Anquier viveu em um apartamento na cobertura, agora transformado em restaurante, o Esther Rooftop, em sociedade com seu irmão Pierre e o chef Benoit Maturin, também francês. Há outro restaurante no 2° andar, com capacidade para 150 pessoas. Está em processo de restauração, com projeto de Eduardo Colonelli. O edifício ainda abriga alguns pequenos escritórios de contabilidade e arquitetura.

## Características
De acordo com os desejos dos proprietários, a família Nogueira, e com a arquitetura inspirada nos ideais da Bauhaus, Vital Brazil e Adhemar Marinho buscavam fazer uma construção multifuncional, onde a vida urbana pudesse ser reproduzida: moradia, trabalho, Lazer reunidos em um único prédio. Foi um projeto inovador para a época: seus onze andares contrastavam com os prédios vizinhos, que não passavam do 3º pavimento - a verticalização era Símbolo de sua Modernidade. Contribuiu ainda para disseminar a ideia de que viver em um prédio de apartamentos era algo diferente de morar em um cortiço insalubre.
Desde cedo, Vital Brazil expunha suas preferências pelo racionalismo arquitetônico com influência de grandes nomes da arquitetura, como Frank Lloyd Wright e Le Corbusier. 
Sua planta enfatiza as áreas livres, buscando organizar a circulação e acentuando a comunicação entre o interior e o exterior do edifício; terraço-jardim; janelas contíguas; pilotis e fachada geométrica nas cores negro e amarelo-palha completam o conjunto. Alguns dos Apartamentos chegam a ter 400m². Nas áreas comuns, os pisos e paredes são de mármore e há lustres de cristais. Até mesmo a maneira como foi levantado foi novidade, com o uso racional dos materiais, métodos de construção econômicos (utilizando lajes e concreto) e com poucos ornamentos externos - dialogando com a tecnologia e a estética industrial.
A localização também é significativa. Integrado à histórica Praça da República, vizinho do edifício do Instituto de Educação Caetano de Campos (hoje sede da Secretaria Estadual de Educação) e construções projetadas por Rino Levi e Oscar Niemeyer.